# Želimir Žilnik
Želimir Žilnik (Желимир Жилник) est un réalisateur serbe (yougoslave jusqu'en 2003), né le 8 septembre 1942 à Niš.
Il est un des principaux réalisateurs de  Vague noire yougoslave. Il remporte l'Ours d'or au festival de Berlin 1969 pour Travaux précoces (Rani radovi). 

## Filmographie

### Longs métrages
- 1969 : Travaux précoces (Rani radovi)
- 1976 : Paradies
- 1983 : Druga generacija
- 1986 : Lijepe žene prolaze kroz grad (sr)
- 1988 : Tako se kalio čelik
- 1995 : Marble Ass (Dupe od mramora)
- 1999 : Kud plovi ovaj brod
- 2001 : Tvrđava Evropa
- 2003 : Kenedi se vraca kući (documentaire)
- 2005 : Evropa preko plota (documentaire)
- 2007 : Kenedi se ženi
- 2009 : Stara škola kapitalizma
- 2011 : Jedna žena – jedan vek
- 2015 : Destinacija_Serbistan
- 2018 : Das schönste Land der Welt

### Courts et moyens métrages
- 1967 : Žurnal  o omladini na selu zimi
- 1967 : Pioniri maleni, mi samo vojska prava, svakog dana nicemo ko zelena trava
- 1967 : Laku noć, Šnjuka
- 1968 : Nezaposleni ljudi (documentaire)
- 1969 : Lipanjska gibanja
- 1971 : Le Film noir (Crni film) (documentaire)
- 1972 : Žene dolaze
- 1973 : Ustanak u Jasku
- 1975 : Unter Denkmalschutz
- 1975 : Öffentliche Hinrichtung
- 1976 : Abschied
- 1985 : Sve zvezde
- 1993 : Tito po drugi put među Srbima
- 2013 : Pirika on Film (Pirika na filmu) (documentaire)

## Prix
- 1969 : Ours d'or au festival de Berlin pour Travaux précoces (Rani radovi)[1]